# Basilosauridae
Basilosauridae — родина вимерлих китоподібних. Вони жили від середини до початку пізнього еоцену і відомі на всіх континентах, включаючи Антарктиду. Ймовірно, вони були першими повністю водними китоподібними. Відзначається, що група являє собою парафілетичну сукупність китів стовбурової групи, від якої походять монофілетичні Neoceti.

## Характеристики
Базилозавриди мали розмір від 4 до 16 м і були досить схожі на сучасних китоподібних за формою тіла та функціями. Деякі роди мають тенденцію демонструвати ознаки конвергентної еволюції з мозазаврами через довгу змієвидну форму тіла, що свідчить про те, що цей план тіла, здається, був досить вдалим. Передні кінцівки базилозавридів мають широкі віялоподібні лопатки, прикріплені до плечової кістки, променевої та ліктьової кісток, які сплощені в площину, до якої був обмежений ліктьовий суглоб, що фактично унеможливлює пронацію та супінацію. Через нестачу скам'янілостей передніх кінцівок з інших археоценів невідомо, чи це розташування є унікальним для базилозавридів, оскільки деякі характеристики також спостерігаються у Georgiacetus.
Як археоцети, базилозавриди не мали телескопічного черепа нинішніх китів. Їхні щелепи були потужними, із зубним рядом, який легко відрізнити від зубних рядів інших археоцетів: у них відсутні верхні треті моляри, а верхні моляри без протоконусів, трикутні басейни та язичний третій корінь. Щокові зуби мають добре розвинені допоміжні зубчики.
На відміну від сучасних китів, базилозавриди мали невеликі задні кінцівки з чітко вираженими стегновими кістками, гомілкою і стопами. Однак вони були дуже малі і не з’єднувалися з хребцем, у якого також відсутні справжні крижові хребці. Аналіз хвостових хребетних від Basilosaurus і Dorudon показує, що вони мали дрібні хвостові пливці.

## Таксономія
- родина Basilosauridae
  -     - рід Perucetus

  - підродина Basilosaurinae
    - рід Basilosaurus
    - рід Basiloterus
    - рід Basilotritus

  - підродина Dorudontinae
    - рід Ancalecetus
    - рід Chrysocetus
    - рід Cynthiacetus
    - рід Dorudon
    - рід Masracetus
    - рід Ocucajea
    - рід Saghacetus
    - рід Stromerius
    - рід Supayacetus
    - рід Tutcetus
    - рід Zygorhiza

  - підродина Pachycetinae
    - рід Pachycetus
    - рід Antaecetus
    - рід Platyosphys

## Галерея

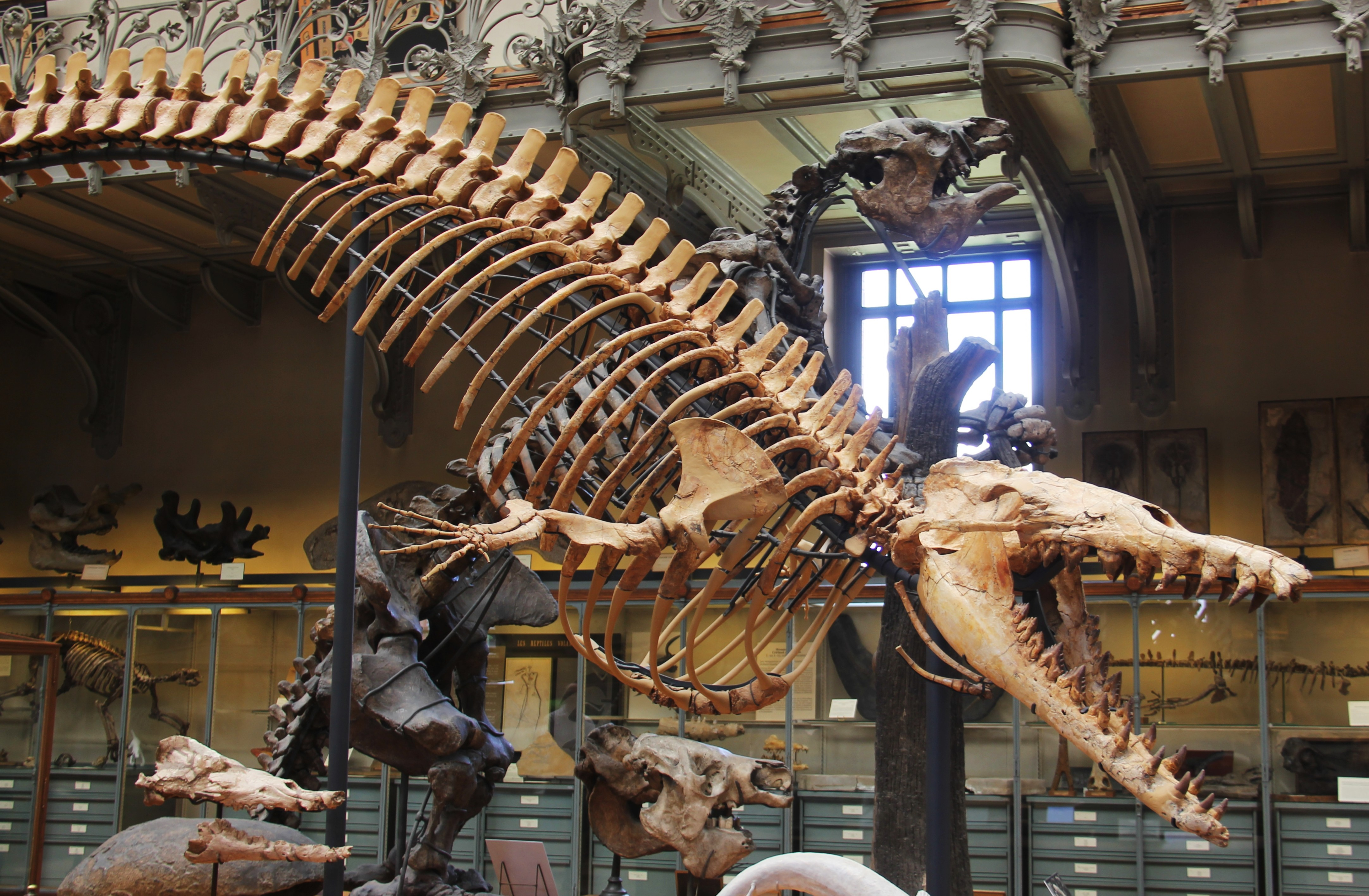
Змонтований каркас Cynthiacetus
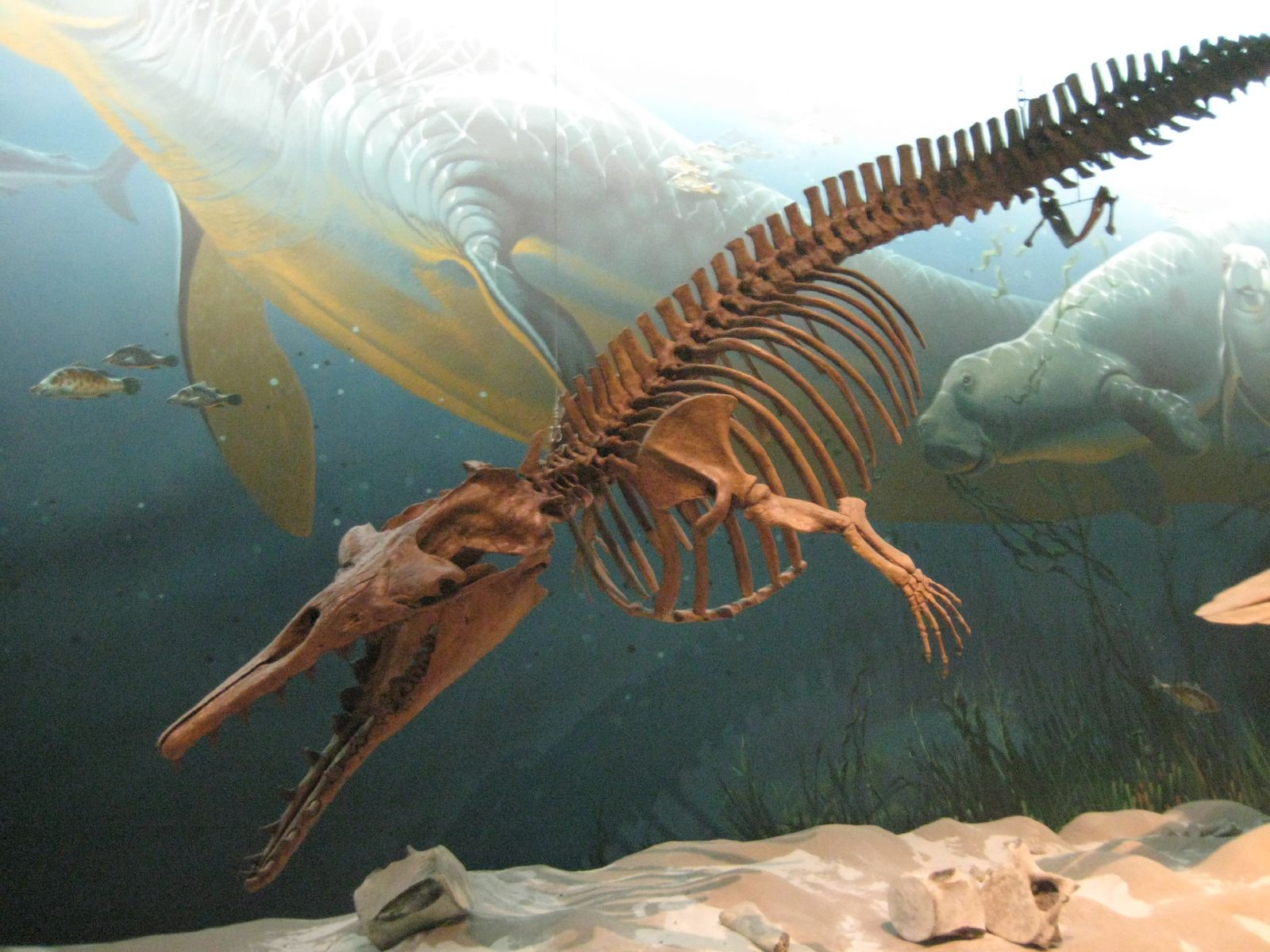
Змонтований каркас Zygorhiza
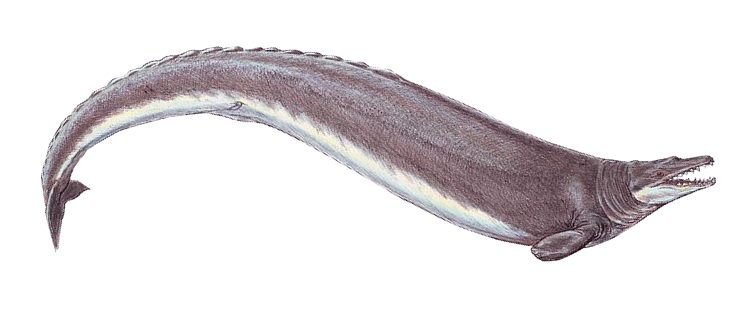
Реконструкція Basilosaurus
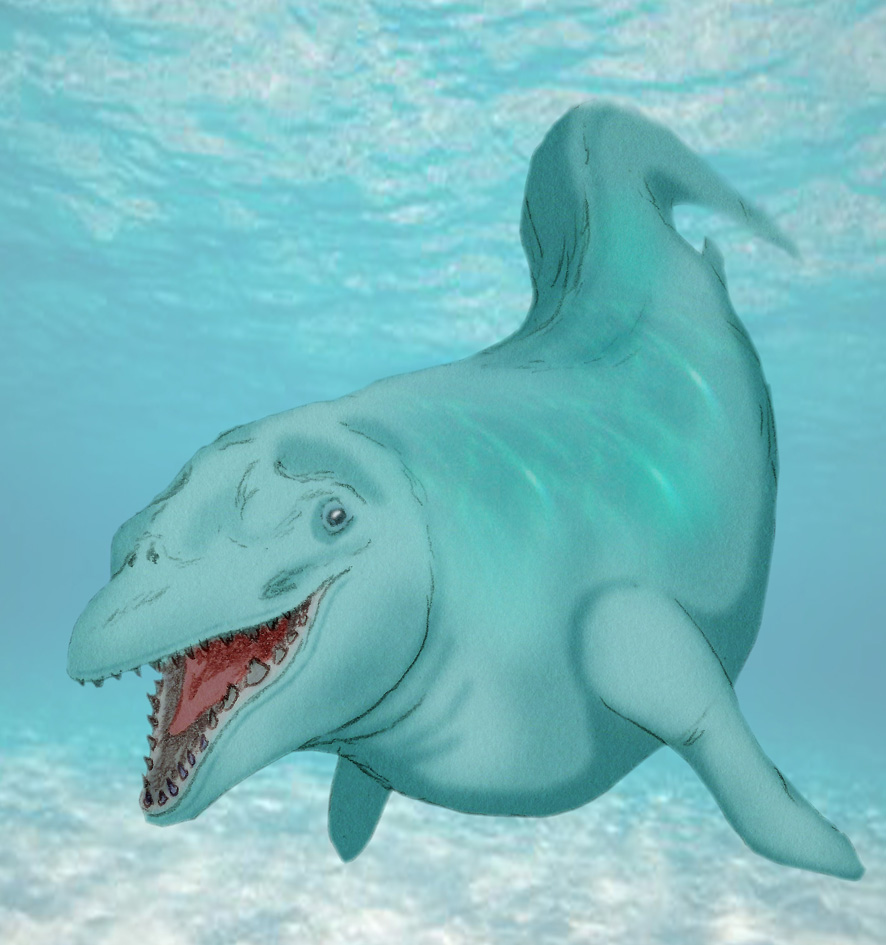
Реконструкція Masracetus